# Dicranomyia (Dicranomyia) quadrituberculata
Dicranomyia (Dicranomyia) quadrituberculata is een tweevleugelige uit de familie steltmuggen (Limoniidae). De soort komt voor in het Neotropisch gebied.